# عبدالاحمد خاکسار
عبدالاحمد خاکسار (زاده ۱۳۳۴ - درگذشته ۳۰ اسد ۱۴۰۲) بازیگر و کمدین تئاتر و سینمای اهل افغانستان بود. او از چهره‌های ماندگار سینما و تئاتر افغانستان بود که از اواخر دهه سوم زندگی تا زمان مرگ، در این عرصه به فعالیت مشغول بود.‏

## تحصیلات و حرفه
خاکسار تعلیمات ابتدایی خود را در مکتب استاد بیتاب و دورۀ ‏متوسطه و لیسه را در لیسه شیرخان ولایت کندز به اتمام رساند. او تحصیلات عالی خود در رشته ادبیات زبان فارسی به پایان رسانید. او در کنار هنرنمایی، طی سال‌ها به عنوان مدرس در مکتب عبدالهادی داوی شهر کابل فعالیت داشت و مضامین تاریخ و ‏جغرافیه را تدریس می‌کرد. ‏
خاکسار کار هنری‌اش را در سال ۱۳۵۲ خورشيدی در اداره تئاتر ولايت ‏قندوز در شمال افغانستان آغاز کرد. او سپس در سال ۱۳۵۹ به کابل آمد. او افزون ‏بر نمايشنامه‌ تلويزيونی، کار در عرصه‌های مختلف هنر نمايش را تجربه کرد و به ‏شهرت رسيد.‏
او در سریال د کوندی زوی سهیم بود. در سال ۱۳۶۱ در نمایشنامه  تئاتری "بله و ‏نخیر"  ایفای نقش کرده بود که از تلویزیون ملی نیز پخش شد.او در فلم‌هایی مثل تردید، گل بابونه، پول، ‏کبوتر زخمی، بهار امید، سایه و دیگر فلم‌های بزرگ و کوچک نقش‌آفرینی کرده بود.‎ ‎سریال مشهورش بنام میرک بود، او در این سریال حضوری موفق داشت و از طریق همین سریال به اوج ‏شهرت رسید، آنچنان که برخی از مخابطان او را به نام همین سریال می‌شناختند. میرک نخستین سریالی بود که بعد ‏از فروپاشی دوره نخست طالبان و روی کار آمدن دولت موقت به رهبری حامد ‏کرزی در تلویزیون پخش ‌شد.‏

## زندگی شخصی خاکسار
خاکسار در سال ۱۳۳۴ در منطقۀ شاه شهید ‏کابل به دنیا آمد. او در کابل زندگی می‌کرد. خاکسار متاهل بود و چهار ‏دختر و دو پسر داشت‎.‎‏ او صبح روز دوشنبه، ۳۰ مرداد ۱۴۰۲ در ‏کابل به علت بیماری در ۶۸ سالگی درگذشت و در کابل به خاک سپرده شد.‏

## موخذ
‏* عبدالاحمد خاکسار بازیگر نقش میرک در تلویزون افغانستان درگذشت (بی‌بی‌سی فارسی)
- عبدالاحمد خاکسار هنرمند معروف افغانستان درگذشت (خبرگزاری فارس)
- زندگی نامه استاد عبدالاحمد خاکسار نوشته منصور شریف (طلوع افغان)
- در گذشت عبدالاحمد خاکسار٬ هنرمندی که کمتر خوشبختی دید اما با تمثل٬ مردم را می خنداند (رادیو آزادی)